# Бучмани (заказник)
Бучмани — гідрологічний заказник місцевого значення. Об'єкт розташований на території Лугинського району Житомирської області, ДП «Лугинське ЛГ», Дивлинське лісництво, кв. 2, вид. 1, 10; кв. 7, вид. 1, 2, 4, 10; кв. 8, вид. 9, 10, 11, 12; кв.17, вид. 1, 2, 3, 4, 6; кв. 18, вид. 17; кв. 27, вид. 1, 2, 3, 4, 5; кв. 28, вид.1..
Площа — 836,5 га, статус отриманий у 1988 році.